# Karim Ziani
Karim Ziani (àrab: كريم زياني)  (Sèvres, 17 d'abril de 1982) és un exfutbolista algerià de la dècada de 2000.
Fou internacional amb la selecció d'Algèria amb la qual participà en la Copa del Món de futbol de 2010.
Pel que fa a clubs, destacà a Olympique de Marseille i VfL Wolfsburg.